# William English (enginyer)
William English   (Lexington, 27 de gener de 1929 - San Rafael, 26 de juliol de 2020) va ser un enginyer informàtic nord-americà que va contribuir al desenvolupament del ratolí de l'ordinador mentre treballava per a Douglas Engelbart al Centre d'Investigació d'Augmentació de SRI International. Posteriorment va treballar per a Xerox PARC i Sun Microsystems.

## Biografia
English, va néixer el 27 de gener de 1929 a Lexington (Kentucky). Era l'únic fill de Harry English i Caroline (Gray) English, tenia dos germanastres del matrimoni anterior del seu pare. Harry English era un enginyer elèctric que gestionava les mines de carbó i Caroline era una mestressa de casa. William, o Bill com se'l coneixia, va assistir a un internat a Arizona i després va estudiar enginyeria elèctrica a la Universitat de Kentucky.
English, va servir a la Marina dels Estats Units fins a finals de la dècada de 1950, amb destinacions al nord de Califòrnia i el Japó. Després es va unir a l'Institut d'Investigació de Stanford als anys seixanta per treballar sobre imants i va construir una de les primeres unitats aritmètiques totalment magnètiques amb Hewitt Crane. El 1964 va ser la primera persona a unir-se al laboratori de Douglas Engelbart, el Augmentation Research Center.
Ell i Douglas Engelbart comparteixen el merit de crear el primer ratolí d’ordinador el 1963; English, va construir el prototip inicial i va ser el seu primer usuari, basat en les notes d'Engelbart. English va liderar un projecte de 1965, patrocinat per la NASA, que avaluava la millor manera de seleccionar un punt en una pantalla d’ordinador; el ratolí va ser el guanyador. L'anglès també va ser fonamental a The Mother of All Demos el 1968, que mostrava el ratolí i altres tecnologies desenvolupades com a part del seu sistema NLS (oN-Line System). En particular, els anglesos van descobrir com connectar una terminal de l'Auditori Civic de San Francisco a l'ordinador amfitrió a 48 milles de distància de SRI, i també transmetia àudio i vídeo entre les ubicacions.
El 1971, Bill English va deixar la SRI, per anar a Xerox PARC, on va dirigir el Office Systems Research Group. Mentre treballava a PARC, English, va desenvolupar un ratolí de bola, en què una bola substituïa el conjunt original de rodes. Funcionava de manera similar a un dispositiu de ratolí mòbil basat en boles anomenat Rollkugel, que havia estat desenvolupat per Telefunken a Alemanya, i es va oferir des del 1968 com a dispositiu d'entrada per als seus ordinadors.
El 1989 va treballar a Sun Microsystems per la internacionalització de l'empresa.
Va morir el 26 de juliol de 2020 a Sant Rafael (Califòrnia) a causa d'una insuficiència respiratòria.